# Thomas Hennen
Thomas John Hennen (Albany, 17 de agosto de 1952) é um ex-astronauta norte-americano.
Militar que serviu 24 anos no IMINT, o serviço de inteligência de imagens do Exército e do Departamento de Defesa dos Estados Unidos, com larga experiência em análise de imagens de vigilância aérea e por satélites, foi selecionado como astronauta pela NASA em setembro de 1988. Em novembro de 1991, como principal especialista de carga do sistema experimental de defesa Terra Scout, foi ao espaço a bordo da missão STS-44 Atlantis, para seis dias em órbita em missão sigilosa do Departamento de Defesa.
Retirou-se do exército em 1995 e fundou a empresa Atlantis Foundation, uma organização sem lucros, dedicada a prestar assistência a pessoas com deficiência de desenvolvimento.